# Pavel Blažík
Pavel Blažík (* 28. ledna 1982 Brno) je český politik a právník, v letech 2008 až 2016 zastupitel Jihomoravského kraje, v letech 2014 až 2018 starosta městské části Brno-Černovice, člen ČSSD.

## Život
Je absolventem Právnické fakulty Masarykovy univerzity v Brně (promoce 2006). Poté se stal zaměstnancem Magistrátu města Brna, po komunálních volbách v roce 2014 se stal starostou brněnské městské části Černovice.

## Veřejné působení
V roce 2008 byl zvolen členem Zastupitelstva Jihomoravského kraje, od roku 2009 je též členem dozorčí rady CEJIZA, s. r. o. (společnosti, která se zabývá centrálním zadáváním zakázek pro příspěvkové organizace Jihomoravského kraje). Do krajského zastupitelstva byl opětovně zvolen v roce 2012. Členem ČSSD je od roku 2005. V roce 2010 se stal předsedou Krajské rady Junáka.
Ve volbách v roce 2016 se pokoušel mandát krajského zastupitele obhájit, ale neuspěl.
Ve volbách v roce 2018 opět obhájil post zastupitele městské části Brno-Černovice, také tentokrát byl lídrem kandidátky. V polovině listopadu 2018 byl opět zvolen starostou městské části Brno-Černovice. Hned na druhém zasedání zastupitelstva ve volebním období 2018 až 2022 byl však z funkce starosty odvolán a jeho nástupcem zvolen Ladislav Kotík.